# Chaim Yassky

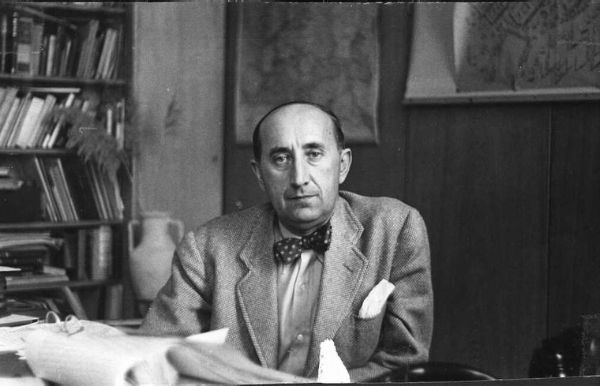
Dr. Chaim Yaski în biroul său.

Chaim (Haim) Yassky, se întâlnește și sub forma Yaski (în ebraică חיים יסקי, în rusă Хаим Ясский, transliterat: Haim Iasskii; n. 1896 – d. 1948) a fost un evreu basarabean, medic oftalmolog în Palestina mandatară și primul director al Spitalului Hadassah. A fost omorât în masacrul convoiului din Hadassah în timpul Războiului Arabo-Israelian din 1948-1949.

## Biografie
Chaim s-a născut în orașul Chișinău din gubernia Basarabia, pe atunci parte a Imperiului Rus. Tatăl său era exportator de cereale, iar casa părintească era deseori vizitată de negustori și marinari din diferite țări. Casa era sionistă, iar Yassky a învățat ebraica de la o vârstă fragedă de la profesori particulari, inclusiv scriitorul Eliezer Steinman. Mai târziu a studiat la un gimnaziu din Odesa și a activat în cadrul unei mișcări anti-pogrom din oraș. În 1915 a fost admis la Facultatea de Medicină a Universității din Odesa, unde a activat în organizația studențească sionistă „Hachavr”, și prin urmare a fost închis timp de câteva luni. În timpul Revoluției din Octombrie din 1917 a participat de partea revoluționarilor; în aceeași perioadă s-a căsătorit. La sfârșitul anului 1918 a intrat în Armata Roșie și a luptat pe frontul românesc. Datorită ocupației sudului Rusiei de către Armata Albă sub comanda lui Anton Denikin și încurajat de Meir Dizengoff, care a vizitat Odesa și a dat prelegeri evreilor despre situația din Palestina, Yassky a decis să emigreze în Palestina.

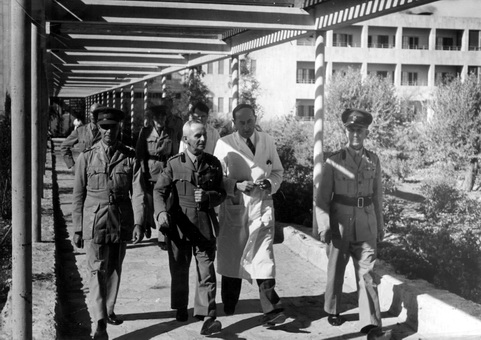
Dr. Yaski însoțește medicii din armata britanică într-o vizită la Centrul Medical „Hadassah”, 1941.

Yassky și soția sa au emigrat în Palestina la bordul navei „Ruslan” la sfârșitul anului 1919, înainte de a-și termina studiile medicale și fără certificat medical. Drept urmare, nu a fost recunoscut drept medic în Palestina și timp de doi ani și-a câștigat existența ca paznic și inspector sanitar în cartierele evreiești din Jaffa. În 1920 familia a strâns bani pentru a-și putea finaliza studiile la Universitatea din Geneva și a se specializa în oftalmologie, domeniu care era unul dintre cele mai problematice la acea vreme în Palestina. În noiembrie 1921 s-a întors la Haifa.
La începutul anilor 1920, doctorul Hillel Yaffe a fondat filiala din Haifa a Asociației Medicilor, care era formată din șase membri, inclusiv: Nachum Shimkin, Yassky, Baruch Nissenbaum (la fel, originar din Basarabia), Leib Efron și Yitzhak Glicker.

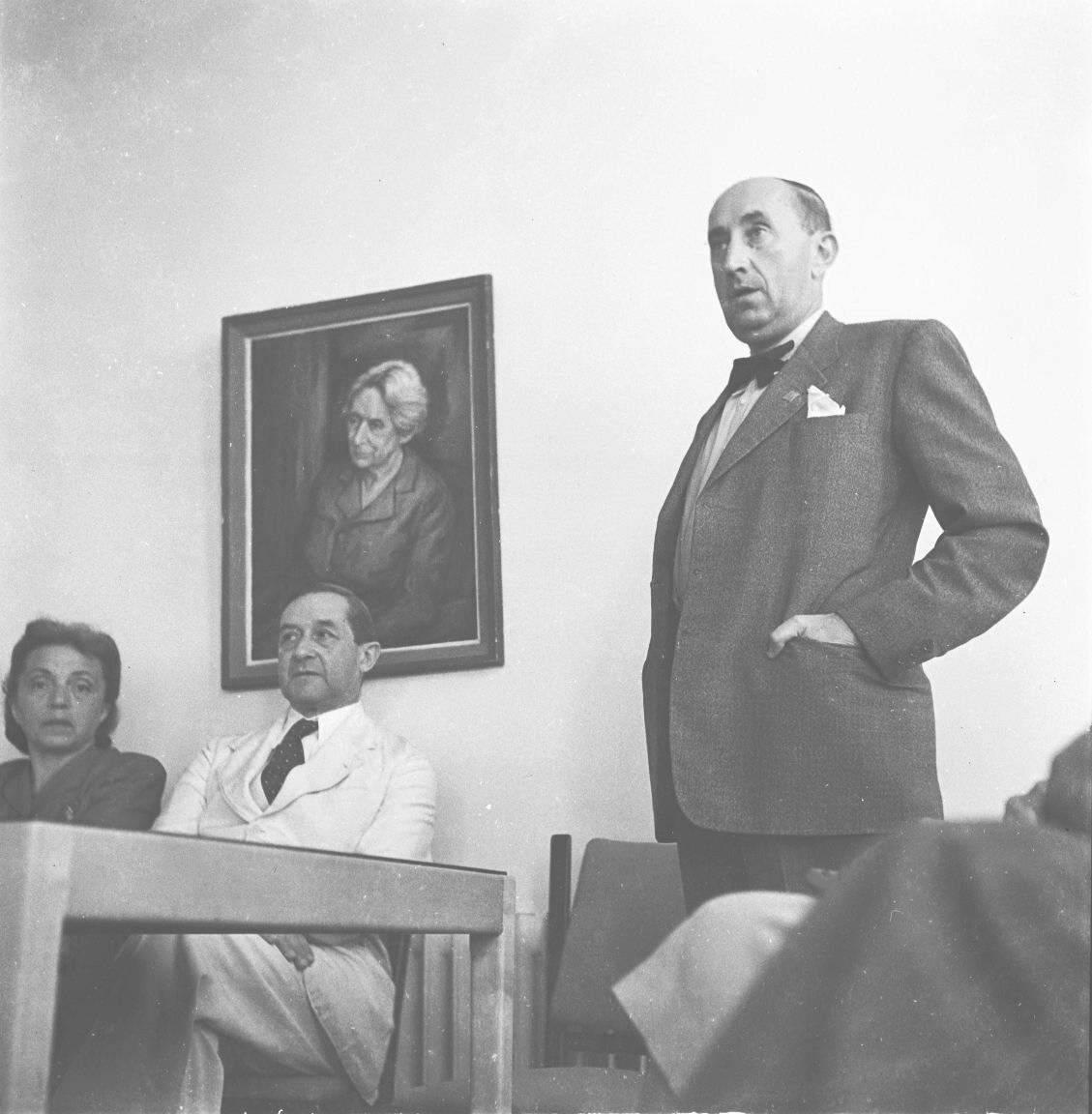
Doctorul ținând un discurs în timpul Conferinței anuale a „Hadassah”, Ierusalim, 1945.

În 1924 a fost numit director interimar al departamentului de oftalmologie la Spitalul Hadassah din Tel Aviv și a început să cerceteze boala cataractei în așezările evreiești. Pe baza concluziilor sale, a pregătit un plan de tratament și de urmărire, care a câștigat încrederea Henriettei Sold și a fost finanțat de organizația „Femeile din Hadassah”. Astfel, a devenit un medic ambulant care a răspândit infrastructura oftalmologică în toate așezările ebraice, călare pe cal sau pe măgar.
În 1931, Yassky a devenit director al Organizației Medicale „Hadassah”. El a fost unul dintre spiritele conducătoare din spatele înființării Spitalului Universitar „Rothschild-Hadassah” de pe Muntele Scopus, care a fost deschis în 1939.
La începutul celui de-al Doilea Război Mondial, Hadassah a format un comitet de urgență pentru a administra un program de sănătate și pentru a coopera cu corpul medical aliat al cărui membru al comitetului era Yassky. După încetarea ostilităților, el a ajutat la planificarea activității grupului.
Cu zece zile înainte de Pesah, la 13 aprilie 1948, a călătorit cu un convoi blindat de la Hadassah împreună cu aproximativ o sută de alți muncitori spre Muntele Scopus. În timpul deplasării trupele arabe au deschis focul asupra convoiului, iar 78 dintre pasagerii acestuia, inclusiv Yassky, au fost uciși. A fost înmormântat împreună cu toate victimele convoiului în cimitirul din Sanhedria.
Vechiul spital, „Hadassah”, din Orașul Vechi din Beer Șeva, a fost numit după el înainte de a fi mutat pe noul amplasament, precum și o clădire care găzduiește acum Spitalul Soroka. Clinica Clalit Health Fund din Cartierul D din Beer Șeva și o stradă din cartierul Muntele Scopus din Ierusalim, lângă spital, poartă, de asemenea, numele lui. 